# بلووارس
بلووارس (پرتغالی: Belowars) یک فیلم پویانمایی برزیلی محصول سال ۲۰۰۹ به کارگردانی پائولو مونهوز است. این فیلم از روی کتابی جنگ در درون ما (Guerra Dentro da Gente) به نوشتهٔ پائولو لمینسکی ساخته شده‌است.

## بازیگران
- چیکو نوگیرا در نقش کوتالا
- آندره کوئلیو در نقش بایتا
- سلیا ریبیرو در نقش شاهدخت
- مائورو زاناتا در نقش فروشنده
- رجینا ووگ در نقش گوردا
- انئاس لور در نقش کاپیتان بالوتا

## بازخورد

### پاسخ انتقادی
مطبوعات میانگین نمره ۳ از ۵ را در سایت آدوروسینما بر اساس رای ۱ یادداشت به این فیلم دادند.